# مسجد الأمير فخر الدين (لبنان)
مسجد الأمير فخر الدين أو مسجد دير القمر هو مسجد يقع في بلدة دير القمر بلبنان. يُنسب بناء المسجد إلى الأمير فخر الدين المعني الأول، وذلك عام 1493م. رُمم في القرن السادس عشر، وهو يعتبر أقدم مسجد في جبل لبنان، ومن أقدم مساجد لبنان عمومًا. للمسجد مئذنة ثُمانية الأضلاع، يمكن الوصول إليها عبر سلم مؤلف من خمسين درجة من الحجر. وداخل المسجد رسوم هندسية مستعملة غالبًا في الفن الإسلامي وكانت في ما بعد مصدر وحي لفنانين إيرلنديين وغيرهم.

## وصف أقسام الجامع
تتألّف مئذنة الجامع من ثلاثة أقسام وينفرد مسقطه بمربّع تتوسطه دعَامة واحدة ورواقيْن من دون فناء صحن. المدخل ذو العْقد المدبّب يؤدّي مباشرة إلى المسجد الذي شهد إصلاحات وترميمات عام 2005 م. في المسجد أربعة نصوص تاريخية محفورة على جدرانه منها نصان من القرآن الكريم.

## روابط خارجية
- الموقع الرسمي لبلدة دير القمر